# Риківська сільська рада (Турківський район)
Риківська сільська рада — колишній орган місцевого самоврядування у Турківському районі Львівської області. Адміністративний центр — село Риків.

## Загальні відомості
Риківська сільська рада утворена в 1940 році. Водоймища на території, підпорядкованій даній раді: річка Завадка.

## Населені пункти
Сільській раді підпорядковані населені пункти:
- с. Риків
- с. Багнувате
- с. Межигір'я

## Склад ради
Рада складається з 12 депутатів та голови.

### Керівний склад попередніх скликань
| ПІБ                     | Основні відомості                                                                          | Дата обрання | Дата звільнення |
| ----------------------- | ------------------------------------------------------------------------------------------ | ------------ | --------------- |
| Жавко Василь Васильович | Сільський голова, 1954 року народження                                                     | 26.03.2006   | 31.10.2010      |
| Жавко Василь Васильович | Сільський голова, 1960 року народження, освіта вища, член політичної партії «Наша Україна» | 31.10.2010   |                 |

Примітка: таблиця складена за даними джерела